# 布施実佳
布施 実佳(ふせ みか、1986年12月19日- )は、大阪府出身の日本のタレント、グラビアアイドル。平島葉月とともに「animin」を組んだこともある。
イリュージョンユニット、パンダユニットなど。
2011年までファンタスター(ヴィズミック)大阪事務所所属。

## 出演

### テレビ
- 『ランキンくえすと』（関西テレビ）
- 『メイド刑事』（テレビ朝日）
- 『アイドルスナイパー』(テレビ大阪）
- 『ビーバップ!ハイヒール』(朝日放送）
- 『ジャイケルマクソン』(毎日放送)
- 『マヨブラジオ』(読売テレビ)
- 『炎上base』(関西テレビ)

### ラジオ
- 『アイドルサイドを歩け!!〜Walk On The Idol Side〜』（Kiss-FM KOBE）

### その他
- 『Ustream』 ふせみかのあわよくば☆なナイト
- 「みかとゆりの井戸端会議」（大阪メトロTV、シャテンTV)（2012年1月12日〜2012年4月20日）
- 「オートメッセ」